# Grammoptera abdominalis
Grammoptera abdominalis — жук из семейства усачей и подсемейства Усачики.
Синоним:
- Grammoptera variegata (Germar, 1824)

## Описание
Жук длиной от 5 до 10 мм. Время лёта взрослого жука с конца апреля по июль.

## Распространение
Распространён в Европе, в особенности на юге.

## Экология и местообитания
Жизненный цикл вида длится два года. Кормовые растения: лиственные деревья, поражённые с грибком Vuilleminia comedens.